# Lithacodia picatina
Lithacodia picatina là một loài bướm đêm trong họ Noctuidae.